# Katharina Wallenborg
Katharina Elisabeth Wallenborg, född 15 september 1965, är en svensk politiker. Hon är före detta ordförande för Drevvikenpartiet och sedan 2007 till 2015 kommunalråd i Huddinge kommun med ansvar för demokratifrågor, folkhälsa, integration, brottsförebyggande frågor samt jämställdhetsfrågor. Sedan 2011 ansvarig för demokrati, folkhälsa och jämställdhet och från 2015 ansvarig för demokrati, folkhälsa och jämlikhet. Före detta ordförande i LPN, Lokala Partiers Nätverk, ett nätverk för svenska lokalpartier.  